# Château de Fontaine (Anthée)
Pour les articles homonymes, voir Château de Fontaine.
Le château de Fontaine est un château de style médiéval sis en Wallonie dans un vallon au sud du village d'Anthée, dans la province de Namur, en Belgique. Construit aux XVIe et XVIIe siècles à partir d'un ancien donjon du XIIIe siècle, il forme un carré ouvert sur un côté dont les quatre angles sont trois imposantes tours et un donjon carré médiéval. Situé sur la route qui descend d'Anthée (commune de Onhaye), vers la Meuse, il est classé au patrimoine culturel immobilier classé de la Wallonie.

## Histoire
Le château est bâti sur les fondations d'un château médiéval, dont il reste des traces à l'angle nord-est. C'était le siège de la seigneurie de Fontaine, qui régnait sur Anthée, Morville et Miavoye, un territoire dépendant du Comté de Namur et Agimont, rattaché à la Principauté de Liège. 
Le château, bâti en pierre calcaire, forme un U (il est ouvert côté sud) et possède une tour à chaque angle. Les annexes se trouvent du côté ouest. 

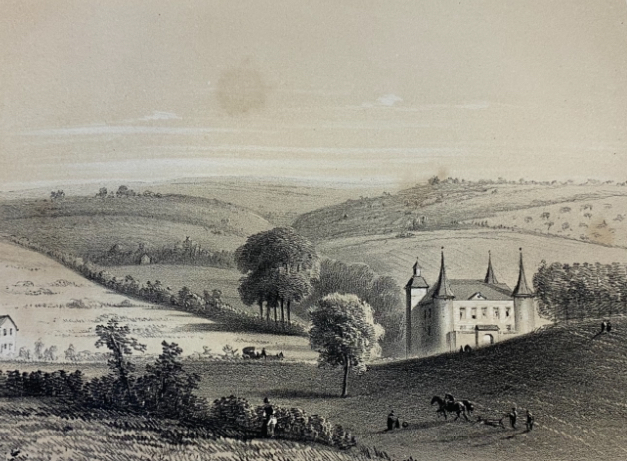
Le château de Fontaine en 1844

La ferme se trouvant à l'Est est construite de manière semblable : un de ses côtés est ouvert vers le château. Le château, qui compte deux étages, fut probablement construit en plusieurs phases au XVIe siècle. Les autres bâtiments datent du XVIe et du XVIIe siècle. Le château fut rénové en style néo-traditionnel entre 1907 et 1909. Lors de cette rénovation, les tours sont rehaussées et les fenêtres actuelles sont ajoutées.
Le château sert de résidence privée et ne se visite pas.

## Galerie d'images

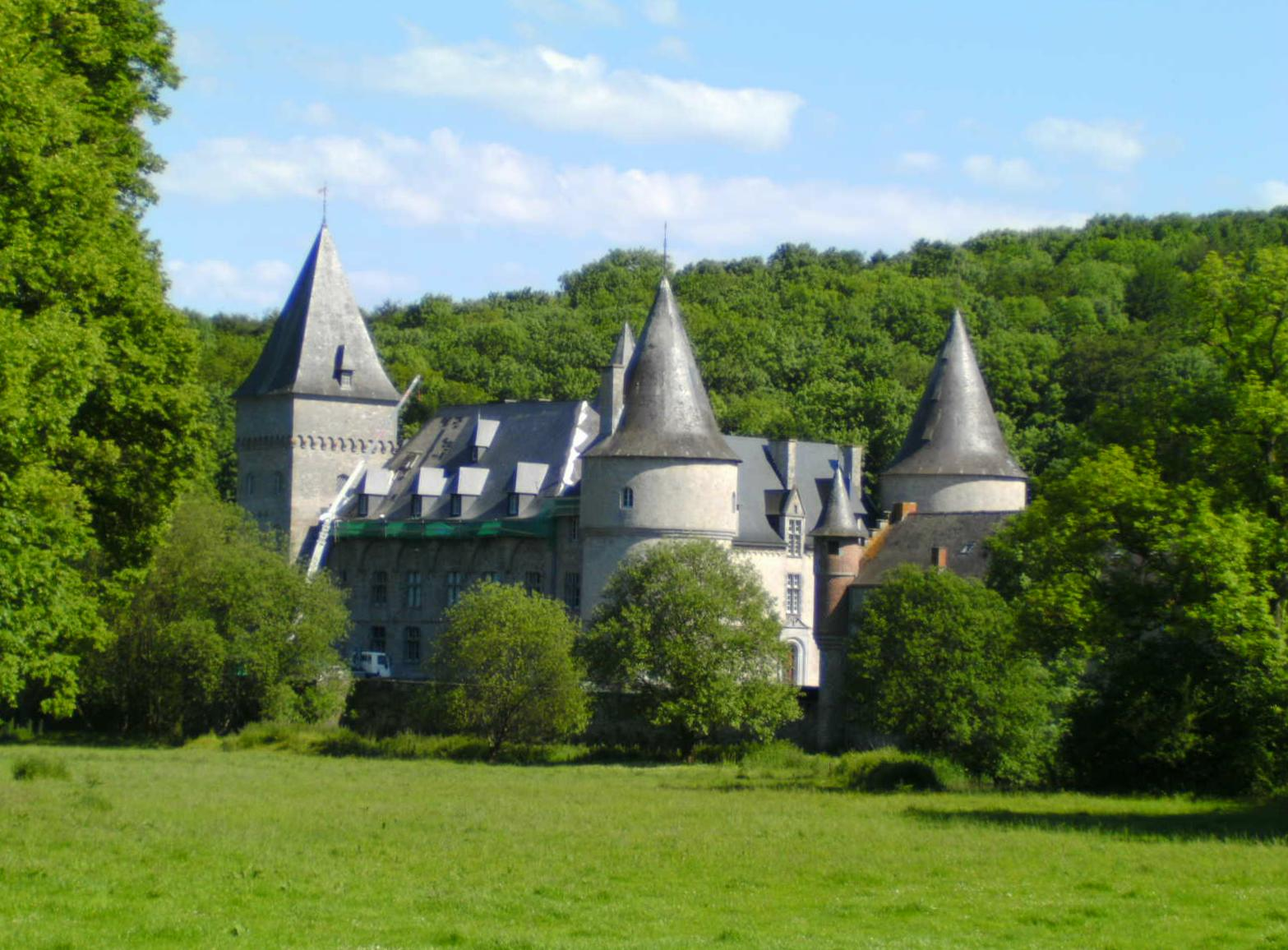
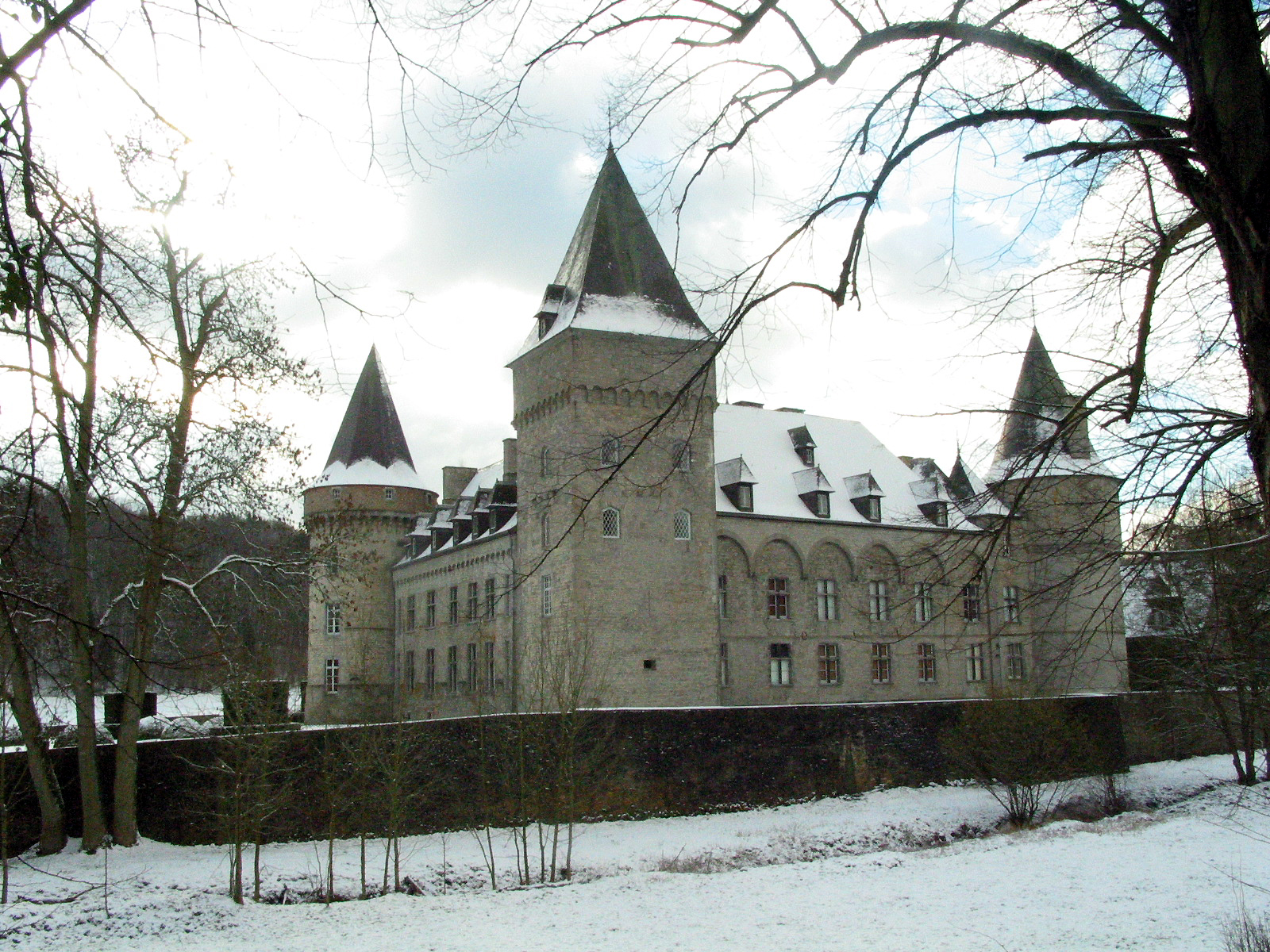